# ولی فالز (رود آیلند)
ولی فالز (به انگلیسی: Valley Falls) شهری در ایالت رود آیلند کشور ایالات متحده آمریکا است که جمعیت آن در سرشماری سال ۲۰۱۰ میلادی، ۱۱٬۵۴۷ نفر بوده‌است.